# Lithobates fisheri
Lithobates fisheri е изчезнал вид земноводно от семейство Водни жаби (Ranidae).

## Разпространение
Видът е бил ендемичен за южна Невада, Съединени американски щати, на височина между 370 и 760 метра.